# قهرمانی وزنه‌برداری جهان ۱۹۱۰
قهرمانی وزنه‌برداری جهان ۱۹۱۰ سیزدهمین و چهاردهمین دوره از رقابت‌های قهرمانی جهان می‌باشد که در دوسلدورف، آلمان و وین، اتریش-مجارستان برگزار گردید.

## تورنمنت ۱
رقابت نخست (سیزدهمین دورهٔ قهرمانی وزنه‌برداری جهان) از ۴ تا ۶ ژوئن ۱۹۱۰ در دوسلدورف، آلمان برگزار گردید. ۵۷ ورزشکار مرد از ۵ کشور در این دوره رقابت کردند.
| رویداد          | طلا                   | نقره                    | برنز                     |
| پر وزن ۶۰ ک‌گ    | Emil Kliment · اتریش  | Alfred Anschütz · آلمان | Franz Schmitz · آلمان    |
| سبک‌وزن ۷۰ ک‌گ    | Eugen Ruhland · آلمان | Karl Swoboda · اتریش    | Josef Schwabl · اتریش    |
| میان‌وزن ۸۰ ک‌گ   | Hans Abraham · آلمان  | Karl Ackermann · آلمان  | Rudolf Oswald · اتریش    |
| سنگین‌وزن ۸۰+ ک‌گ | Josef Grafl · اتریش   | Heinrich Rondi · آلمان  | Berthold Tandler · اتریش |

## تورنمنت ۲
رقابت دوم (چهاردهمین دورهٔ قهرمانی وزنه‌برداری جهان) از ۹ تا ۱۰ اکتبر ۱۹۱۰ در وین، اتریش-مجارستان برگزار گردید. ۱۵ ورزشکار مرد از ۲ کشور در این دوره رقابت کردند.
| رویداد          | طلا                          | نقره                 | برنز                     |
| میان‌وزن ۸۰ ک‌گ   | Leopold Hennermüller · اتریش | Johann Eibel · اتریش | Leopold Bartasek · اتریش |
| سنگین‌وزن ۸۰+ ک‌گ | Josef Grafl · اتریش          | Karl Swoboda · اتریش | Berthold Tandler · اتریش |

## جدول مدال‌ها
| رتبه           | کشور           | طلا | نقره | برنز | مجموع |
| -------------- | -------------- | --- | ---- | ---- | ----- |
| ۱              | اتریش          | ۴   | ۳    | ۵    | ۱۲    |
| ۲              | آلمان          | ۲   | ۳    | ۱    | ۶     |
| مجموع (۲ کشور) | مجموع (۲ کشور) | ۶   | ۶    | ۶    | ۱۸    |